# پنج‌پایه‌ای
پنج‌پایه‌ای (یونانی باستان: πεντάμετρος، (انگلیسی: Pentameter) اصطلاحی است که برای توصیف وزن شعر یک شعر به‌کار می‌رود. شعری را که مصراعهای آن دارای طول پنج پایه عروضی باشند، در یک‌وزن پنج‌پایه‌ای سروده‌شده می‌نامند. پایهٔ عروضی در شعر کلاسیک ترکیبی است از دو یا چند هجا، کوتاه یا بلند، که با ترتیبی خاص کنار هم می‌آیند؛ بااین‌حال، این تعریف در زبان‌های ژرمنی که تکیهٔ هجایی در آن‌ها نقش پررنگی دارد، مانند زبان انگلیسی، «معیاری کاملاً قابل‌اعتماد برای سنجش» به‌حساب نمی‌آید. در چنین زبان‌هایی، پایهٔ عروضی به‌صورت ترکیبی از یک هجا با تکیه و یک یا دو هجای بی‌تکیه تعریف می‌شود، آن‌هم با ترتیبی معین.
در شعر انگلیسی، پنج‌پایه‌ای رایج‌ترین وزن شعری از سدهٔ ۱۵۰۰ میلادی تاکنون بوده است؛ نمونه‌های اولیه‌ای از این نوع وزن را می‌توان در برخی آثار جفری چاوسر در سدهٔ ۱۳۰۰ میلادی یافت. رایج‌ترین پایه در این وزن، بلندانجام است، که منجر به شکل‌گیری پنج‌پایه‌ای بلندانجام می‌شود. بیشتر سونت‌ها با وزن پنج‌پایه‌ای بلندانجام سروده شده‌اند. این وزن همچنین در تراژدی‌های شعر بی‌قافیهٔ ویلیام شکسپیر به‌کار رفته است.